# Casa de Sefarad (Córdoba)
La Casa de Sefarad, situada en Córdoba (España), es un museo y centro cultural abierto en 2006 sobre la cultura, historia y tradición sefardí. Se ubica en una antigua casa judía del siglo XIV en pleno corazón de la judería y justo enfrente de la Sinagoga de Córdoba. Se trata de un museo de propiedad privada. 
Dispone de una exposición permanente y una biblioteca especializada y se realizan visitas guiadas acompañadas por talleres de música sefardí, así como diversas actividades culturales como conciertos, exposiciones temporales, recitales literarios y presentaciones de revistas.

## Salas
El museo se estructura en nueve salas:
- La sala de la Diaspora que aborda la expulsión y dispersión de los judíos de Sefarad en el siglo XV: Antecedentes, proceso, destinos.
- La sala de la Sinagoga que contiene diferentes elementos litúrgicos y no litúrgicos relacionados con esta institución fundamental de la religión y cultura judías. Igualmente, contiene explicaciones sobre las funciones de la sinagoga y la presencia de estas en Córdoba.
- La sala de la Lengua que trata sobre el idioma que desarrollaron los judíos sefardíes, el judeoespañol o ladino, sobre la base del castellano antiguo y con aportes de distintas lenguas como catalán, aragonés, hebreo, turco, griego o árabe.
- La sala de Maimónides dedicada a la vida y obra de este filósofo, médico y rabino nacido en Córdoba y que constituye una de las cumbres del pensamiento medieval y una referencia fundamental para el judaísmo actual.
- La sala de la Inquisición muestra una excelente colección de documentos y obras originales de los siglos XV al XIX, así como una réplica exacta de un sambenito cordobés de 1510. En esta sala, se detalla el funcionamiento, alcance y consecuencias de la acción de la Inquisición Española o Moderna.
- La sala del Ciclo de la Vida que contiene objetos referentes a los hitos vitales y la vida domestica: Nacimiento, circuncisión, matrimonio...
- La sala Mujeres&Sefarad que contiene una colección pictórica obra del cordobés Luis Celorio dedicada a diversas mujeres, judías y conversas, de origen sefardí, tanto en España como en la Diáspora.
- La sala de los Ciclos Festivos que contiene objetos utilizados en las festividades religiosas sefardíes con una breve explicación de las mismas.
- La sala de Música Sefardí dedicada a la música y lengua sefardí, incluyendo instrumentos, partituras y códigos QR para escuchar una variedad de canciones tradicionales.

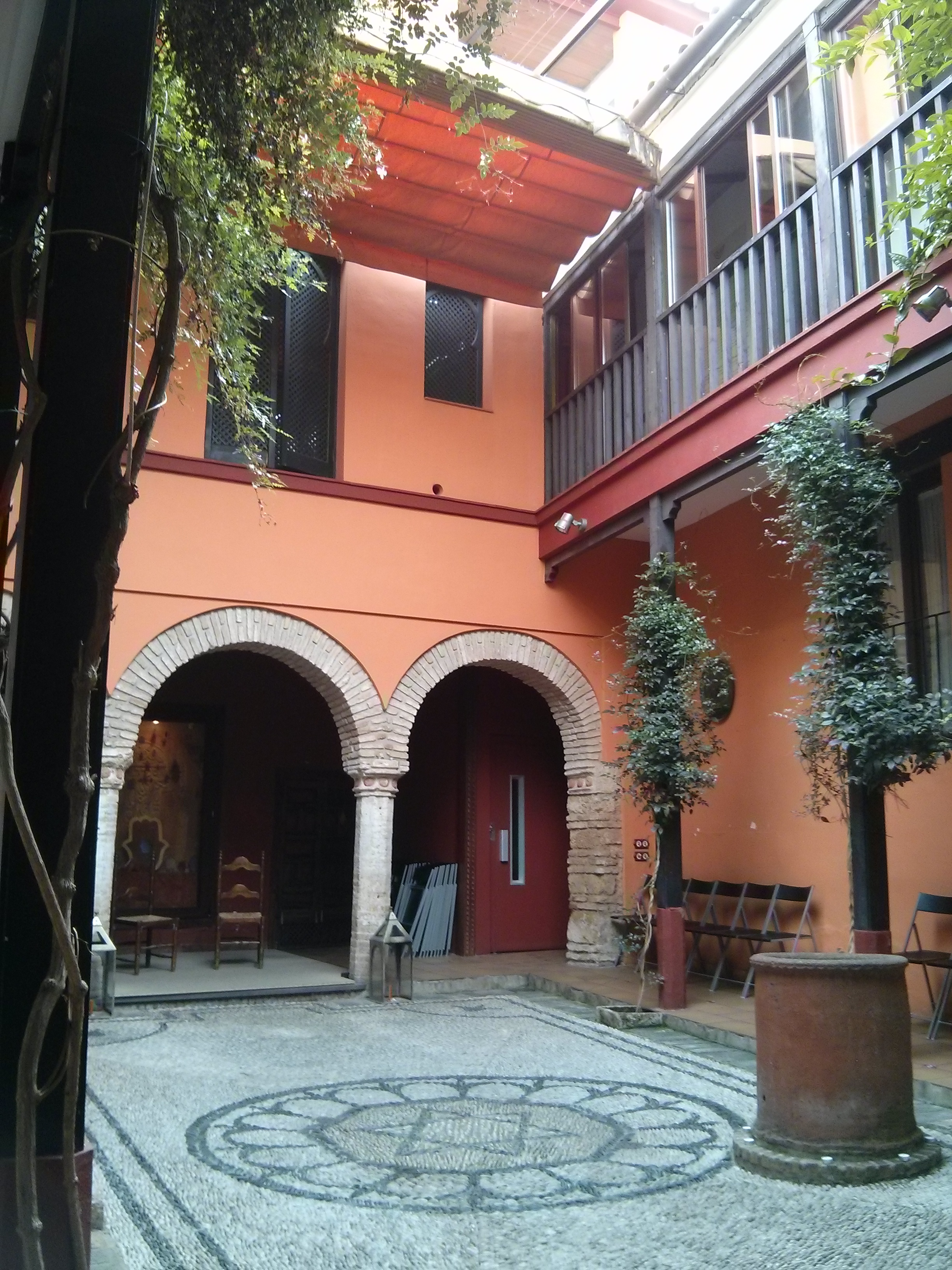
Patio de la Casa de Sefarad